# Jesús Gatell
Jesús Gatell (Barcellona, 13 luglio 1943 – Barcellona, 2 marzo 2020) è stato uno slittinista spagnolo.
È ricordato principalmente per la sua partecipazione alla competizione del singolo maschile di slittino ai Giochi olimpici invernali del 1968.

## Partecipazioni olimpiche
| Competizione | Pos. | Data            | Città    |
| ------------ | ---- | --------------- | -------- |
| Singolo      | 42ª  | 4 febbraio 1968 | Grenoble |